# Carnifex
Carnifex je americká deathcorová skupina založená v roce 2005 v kalifornském Fallbrooku.

## Historie
Původní sestava kapely se skládala ze zpěváka Scotta Lewise, kytaristy Ricka Jamese, baskytaristy Kevina Vargase a bubeníka Shawn Camerona. Sestava se ustálila v roce 2007, kdy ve skupině zůstal pouze zpěvák Lewis a bubeník Cameron a přišli noví kytaristé Ryan Gudmunds a Cory Arford a baskytarista Fred Calderon. Své debutové album Dead in My Arms skupina vydala v červenci 2007, o necelý rok později následovalo The Diseased and the Poisoned, v únoru 2010 pak Hell Chose Me a v říjnu 2011 pak Until I Feel Nothing. V roce 2012 skupina oznámila, že se na nějaký čas odmlčí.
V roce 2014 kapela vydala své páté studiové album, Die Without Hope. V roce 2016 vydávají šesté album pojmenované Slow Death. Dále v roce 2018 následovalo EP s názvem "Bury Me In Blasphemy". Další plnohodnotné album s názvem "World War X" následovalo v roce 2019.

## Sestava

### Současní členové
- Scott Lewis – zpěv
- Jordan Lockrey – kytara
- Cory Arford – kytara
- Fred Calderon – basová kytara
- Shawn Cameron – bicí

### Bývalí členové
- Rick James – kytara
- Kevin Vargas – basová kytara
- Travis Whiting – kytara
- Steve McMahon – basová kytara
- Jake Anderson – kytara
- Ryan Gudmunds – kytara

## Diskografie

### Studiová alba
- Dead in My Arms (2007)
- The Diseased and the Poisoned (2008)
- Hell Chose Me (2010)
- Until I Feel Nothing (2011)
- Die Without Hope (2014)
- Slow Death (2016)
- World War X (2019)
- GRAVESIDE CONFESSIONS (2021)

### EP
- Love Lies in Ashes (2007)
- Bury Me In Blasphemy (2018)